# Chadwell Heath
Chadwell Heath è un quartiere situato nella periferia nord-est di Londra, diviso tra il Borgo londinese di Redbridge e quello di Barking e Dagenham, a 19 km a nord-est di Charing Cross.

## Geografia
Chadwell Heath si trova lungo la strada che dalla Città di Londra porta a Romford, nel borgo di Havering.
Il quartiere è diviso tra due borghi di Londra, Redbridge e Barking e Dagenham.
All'interno di quest'ultimo, Chadwell Heath viene diviso in due località ulteriori: Chadwell Heath, nella parte più orientale, nei pressi del confine con Redbridge, e Whalebone, intorno alla Whalebone Lane, la strada che unisce Marks Gate, a nord del quartiere, con Dagenham, a sud.
La Royal Mail include Chadwell Heath come parte del distretto con il codice postale "RM6".
Fino al 1965, anno dell'inizio della messa in atto dei provvedimenti del "London Government Act 1963", Chadwell Heath faceva parte della contea dell'Essex.

## Storia

### Toponimo
Il nome "Chadwell" è stato registrato per la prima volta nel 1254 come Chaudewell, che significa "primavera fredda".
Inizialmente, il nome era associato solamente all'insediamento posto a est del confine tra Barking e Dagenham, nel territorio di Barking, dunque.
Questa zona era conosciuta come Chadwell Street (il termine "street" aveva il significato di "hamlet", che significa borgo, più che strada).

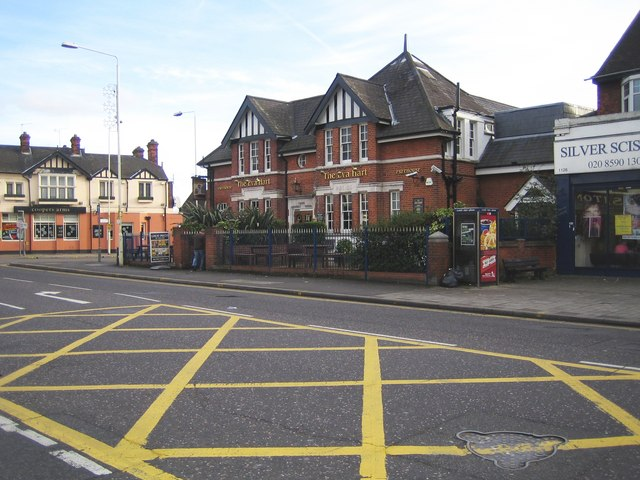
Pub lungo la High Street. Il pub si trova sul confine tra il borgo di Redbridge e Barking e Dagenham

Nel XVII secolo, la contigua zona al di là della frontiera, nel territorio di Dagenham, venne rinominata da Blackheath Common a Chadwell Heath.

### Sviluppo economico
La ferrovia (Great Eastern Main Line) ha raggiunto la zona tra Romford e Ilford durante la prima metà del XIX secolo. Solamente, tuttavia, nel 1864, a Chadwell Heath è stato aperta una stazione ferroviaria. Presso la stazione si trovava il capolinea prima del sistema tranviario di Londra e poi del servizio di filoviario da Aldgate.

### Sviluppo urbano
Già in epoca romana, grazie alla presenza della strada che da Londra giungeva a Colchester, l'area lungo questa arteria ha cominciato a svilupparsi. Crescita suburbana è iniziata nel 1900 e procedette rapidamente fino alla prima guerra mondiale, aumentando ulteriormente dopo la guerra.
L'area ha subito parecchi bombardamenti durante la seconda guerra mondiale. Tra le tante, una grande bomba aeronautica è esplosa causando ingenti danni agli edifici residenziali lungo Bennett Road, distruggendo la scuola, mentre una seconda non è riuscita a esplodere essendosi il paracadute della mina impigliato tra degli ippocastani vicino a stazione di Chadwell Heath.

## Infrastrutture e trasporti

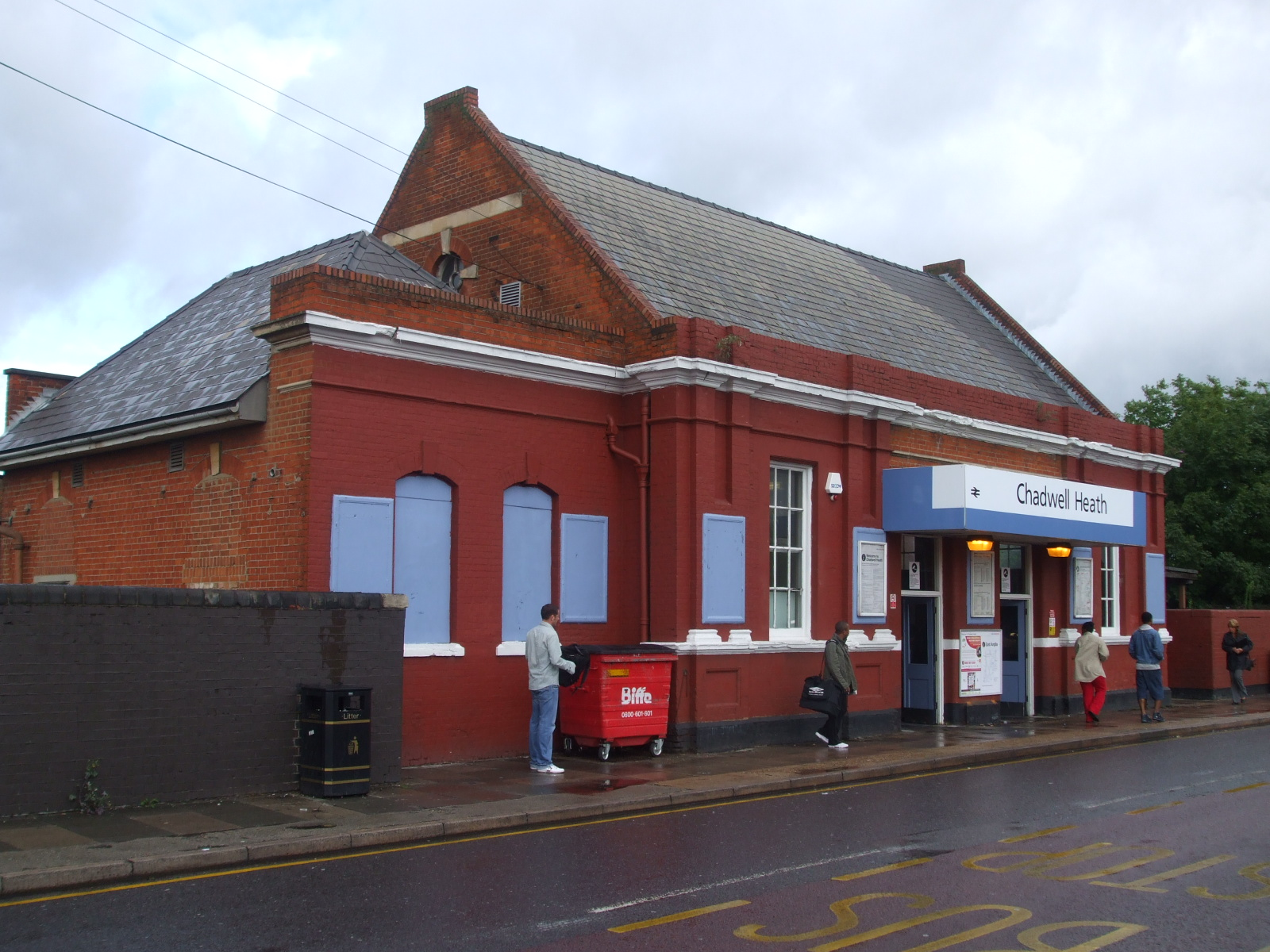
Stazione di Chadwell Heath

- TfL Rail: stazione di Chadwell Heath

Il quartiere di Chadwell Heath è lambito a nord dalla Strada A12 ed è attraversato dal percorso dell'antica strada che da Londra portava a Colchester.
Il quartiere è servito dalla stazione di Chadwell Heath, che si trova lungo la ferrovia Great Eastern Main Line (Londra Liverpool Street - Norwich), nella Travelcard Zone 5. La stazione, servita da collegamenti gestiti da Transport for London tramite il TfL Rail, verrà trasformata in una stazione della futura linea Crossrail. Chadwell Heath non è servito da alcuna linea della metropolitana ma sud del quartiere si trova la stazione di Becontree, che è una fermata della District line.
Varie linee di autobus collegano Chadwell Heath con i quartieri limitrofi.

## Sport
A Chadwell Heath si trova il centro di allenamento della squadra West Ham United F.C..
Similmente ad altre parti dell'Essex e dell'East London, il quartiere ha molti tifosi del West Ham, chiamati "Hammers", e anche un numero di tifosi della squadra locale, la Dagenham & Redbridge F.C..